# طرد الموريسكيين من إسبانيا

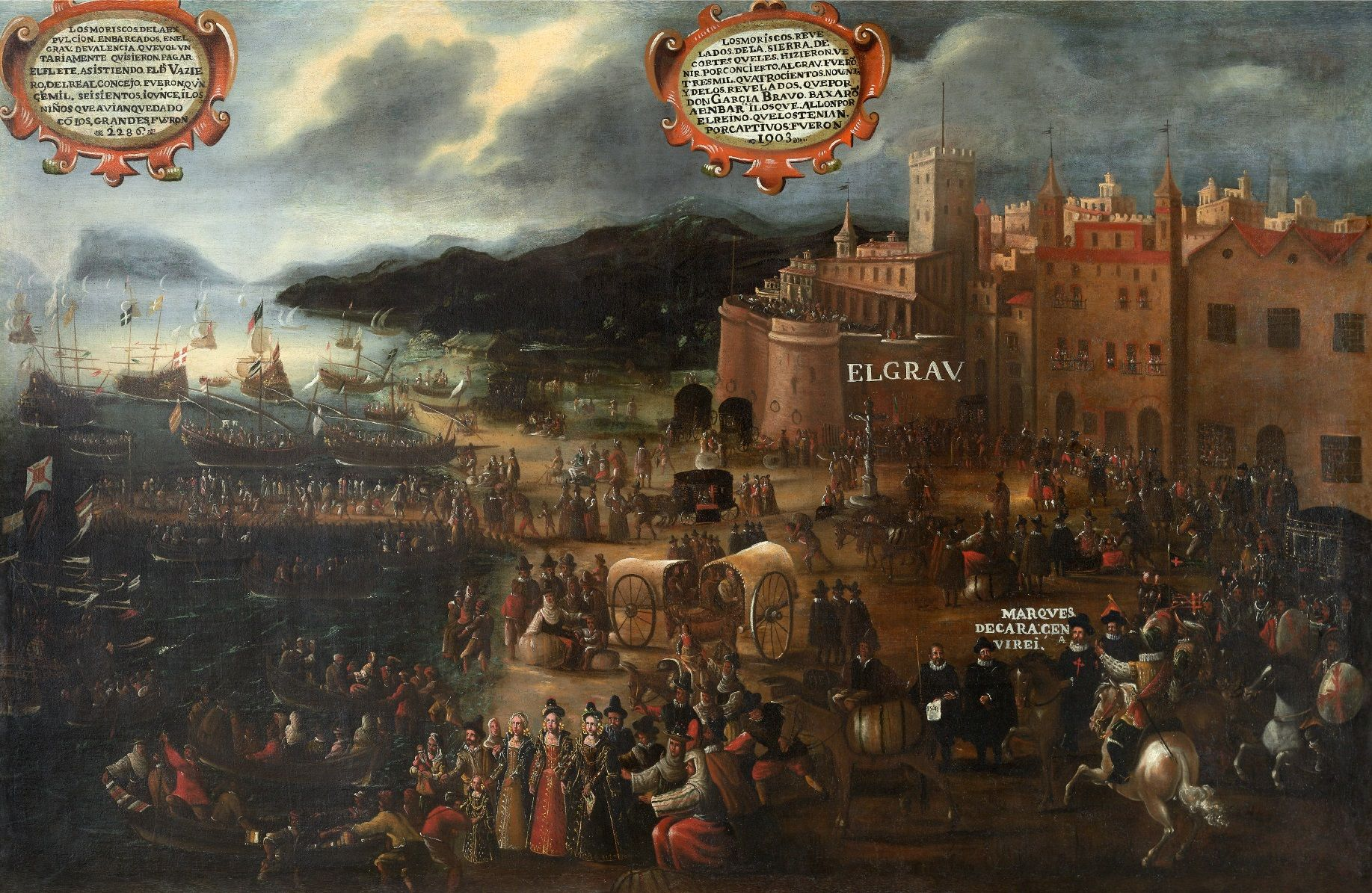
إقلاع الموريسكيين من ميناء غراو ببلنسية

طرد الموريسكيين من إسبانيا (بالإسبانية: Expulsión de los moriscos، وبالقطلونية: Expulsió dels moriscos) هو ترحيل للسكان أمر به الملك فيليب الثالث في مرسوم صدر في 9 أبريل 1609، وبموجبه يجب على الموريسكيين (أحفاد السكان المسلمين الذين تحولوا إلى المسيحية بموجب مرسوم الملكين الكاثوليكيين في 14 فيفري 1502) مغادرة الأراضي الإسبانية وقد أثر هذا القرار بالأساس على مملكة بالينسيا التي فقدت بموجبه قسماً كبيراً من سكانها. استمرت أعمال طرد من مختلف أرجاء إسبانيا إلى الشمال الإفريقي المسلم حتى عام 1614.
ومن بين الأسباب الرئيسية التي جعلت فيليب الثالث يصدر أمر الطرد، بداية العلاقات المغربية الهولندية، واقتناء المغرب بذلك للعديد من الأسلحة والفرقاطات الهولندية. وقبل تنفيد عملية الطرد كانت تحوم الإسبان شكوك حول الكيفية التي سيستقبل بها المغاربة قرار تسليم العرائش، حيث تزامن هذا الحدث مع موضوع ميناء العرائش، الذي كان يتفاوض الإسبان حوله مع الشيخ المأمون، بدعمه عسكريا ضد شقيقه السلطان زيدان، مقابل تنازله عن العرائش لفائدة التاج الإسباني، فتخوف الإسبان من سخط المغاربة ضد هذا الاتفاق وانتقال شرارته للموريسكيين الذين سيتلقون أمر الطرد. وطرح الساسة الإسبان جدوى تقديم إحدى المسألتين، الطرد أولا ثم احتلال العرائش أم العكس، وحسم الأمر في مجلس الدولة المنعقد في 26 ديسمر 1609. وبعد انتقال الشيخ المأمون إلى القصر الكبير أقام به مدة، وكان عليه تسليم العرائش ليفي لَهُ ملك إسبانيا بوعده، لكن امْتنعَ النَّاس من إسعافه ومساعدته في هذا الأمر. فلم يستجب لهذه المهمة سوى قائده الكرني.
بلغ عدد الموريسكيين الذين وصلوا إلى المغرب نحو 40 ألفا، بقي أغلبهم على مشارف سبتة وتطوان وغيرها من الموانئ القريبة من مضيق جبل طارق. وقد جنّد المولى زيدان عدة آلاف من الموريسكيين في حربه ضد أخيه المولى الشيخ المأمون وعندما هزم هرب الموريسكيون إلى الجبال، كما أدى تجمع الموريسكيين في سلا والرباط، خصوصا الوافدين من هورناتشوس، إلى تأسيس جمهورية أبي رقراق، كما كانت لهم صولات وجولات مع المجاهد محمد العياشي، الذي نكل بعدد كبير منهم بعد تورطهم بتهم خيانة. أما الذين لم يشتركوا في الحرب فقد اختلطوا بالسكان المدنيين في طنجة وتطوان وفاس وسلا والرباط وغيرها من المدن.

## الخلفية
تصاعدت الشكوك والتوترات بين الموريسكيين، الذين لُقبوا بالمسيحيين الجدد، والمسيحيين الآخرين، الذين عُرفوا باسم المسيحيين القدامى، في بعض أجزاء إسبانيا بينما لم تظهر أبدًا في أجزاء أخرى. تمتع بعض الموريسكيين بالنفوذ والسلطة، وكانوا يشغلون مناصب دينية مسيحية أيضًا، بينما كان آخرون، ولا سيما في بلنسية (فالنسيا) وأرغون، مورد عمالة رخيصة للأرستقراطية المحلية. وحيث كان الصراع الطائفي قائمًا، ظهرت الشبهات بين الطوائف المسيحية القديمة بأن الموريسكيين ليسوا مخلصين للمسيحية. عُرف الموريون الذين ظلوا مسلمين باسم المدجنين (موديخار). وفي الجانب الآخر، كان الكثير من الموريسكيين مؤمنين بعقيدتهم المسيحية الجديدة، ففي غرناطة، استشهد الكثير من الموريسكيين من أجل مسيحيتهم، إذ قتلوا على يد المسلمين لرفضهم التخلي عن ديانتهم الجديدة. كان الجل الأكبر من العداوة بين المسيحيين القدامى والجدد مبنيًا على العرق وليس الدين.
اندلعت ثورات متعددة، أبرزها ثورة 1568-1573 ضد مرسوم فيليب الثاني الذي حظر اللغة العربية والأسماء العربية، وطلب من الموريسكيين التخلي عن أطفالهم ليتولى الكهنة تعليمهم. وبعد قمع الثورة، أمر فيليب بتشتيت موريسكيي غرناطة في مناطق مختلفة. توقع فيليب أن يؤدي ذلك إلى تفكيك المجتمع الموريسكي وتسهيل اندماجهم ببقية السكان المسيحيين. وربما تحقق ذلك إلى حد ما بين موريسكيي غرناطة، دون بلنسية أو أرغون، حيث بقي الإسلام يُمارس على نطاق واسع وظلت التوترات العرقية أعلى بكثير مما كانت عليه في بقية إسبانيا.
في الوقت نفسه تقريبًا، اعترفت إسبانيا بفقدان أكثر من نصف أملاكها في البلدان المنخفضة لصالح الجمهورية الهولندية البروتستانتية. ونظرت الطبقة الحاكمة إلى إسبانيا على أنها المدافعة عن العالم المسيحي الكاثوليكي، وساعدت هذه الهزيمة في إضفاء الطابع الراديكالي على التفكير والرغبة في توجيه ضربة لاستعادة شرف إسبانيا. من الانتقادات التي وُجهت لإسبانيا من البلدان البروتستانتية أنها فاسدة بسبب المسلمين والمسلمين المموهين بين الإسبان، وهو ما رأى فيه بعض النبلاء إهانة شخصية.
ازداد الوضع تدهورًا في أوائل القرن السابع عشر. ضرب الركود في عام 1604 مع انخفاض كمية الذهب والثروات الإسبانية الأمريكية. أدى انخفاض مستوى المعيشة إلى زيادة التباري بين الموريسكيين والمسيحيين القدامى على الوظائف المهمة.

## التعامل مع الموريسكيين في المناطق المختلفة
لا يُعرف تعداد الموريسكيين الذي كانوا في إسبانيا حين حدث الطرد وتستند معظم التقديرات على أعداد الموريسكيين المطرودين. ويُشار غالبًا إلى أرقام تتراوح بين 300,000 و400,000. ولكن الدراسات الحديثة تقدر أن ما بين 500,000 ومليون موريسكيًا كانوا في إسبانيا في بداية القرن السابع عشر من أصل مجموع السكان البالغ 8.5 مليون نسمة. سكنت نسبة كبيرة من هؤلاء في تاج أرغون السابق، حيث شكلوا خمس السكان وفقًا للتقديرات، وفي منطقة بلنسية، حيث شكلوا ثلث مجموع السكان. كان الأغنياء وسكان المدن في الغالب من المسيحيين، في حين شغل الموريسكيون الريف المحيط والضواحي الفقيرة للمدن.

### تاج قشتالة
في تاج قشتالة، الذي شمل وادي الوادي الكبير في إقليم أندلسية الحالي، كان الوضع مختلفًا إلى حد كبير. وعمومًا، كانت نسبة الموريسكيين أقل وكان معظمهم مدجنين سابقين(مسلمين) اندمجوا بشكل كبير في المجتمع، وتخلوا عن الكثير من سماتهم الثقافية المميزة، وبخلاف بلنسية، لم يلاقوا العداء من جيرانهم المسيحيين القدامى، الذين ساهموا بحمايتهم حين حاول التاج طردهم، لدرجة أن مسؤولي التاج الذين  أُرسلوا إلى بلاسينثيا لترحيل الموريسكيين سُجنوا فور وصولهم، وفي آبلة (آفيلا) تولى الموريسكيون المناصب الدينية والحكومية لتجنب الطرد.
في نفس الوقت، تعايش مجتمع موريسكي آخر مع هؤلاء الموريسكيين الموديخار: عدد كبير من موريسكيي غرناطة الذين رُحلوا أو شُتتوا بعد انتفاضة وحرب البُشرات، وكانوا هدفًا للكثير من الشبهات في المجتمعات التي استقروا فيها. وكان التعاطف المحلي مع الموريسكيين يعني أن جهود قشتالة وأندلسية لتحديدهم وطردهم كانت محدودة. وكان الطرد أبطأ وأقل شمولًا بكثير مقارنةً بتاج أرغون ولا سيما بلنسية وتمكن جزء كبير من الموريسكيين – الغالبية وفقًا لدادسون - من تجنب الطرد أو العودة إلى إسبانيا في السنوات اللاحقة.

### تاج أرغون
في مملكة بلنسية، التي حَوَت الجزء الأكبر من الموريسكين في تاج أراغون، كان الوضع مختلفًا بشكل جذري عن قشتالة. شكل موريسكيو بلنسية الغالبية العظمى من الفلاحين الذين لا يملكون الأرض وعاشوا منفصلين عن المسيحيين. وكان التنافس الاقتصادي والاجتماعي محركًا رئيسيًا للحقد الموجه ضدهم، ولاسيما من قبل حِرفيي الطبقات الوسطى. تفجر الوضع في عام 1520، بقيام ثورة الإخوان، حين ثارت النقابات الحرفية في فالنسيا ضد كل من الأرستقراطية المالكة للأراضي والفلاحين الموديخار المسلمين. على الرغم من هزيمة التمرد في عام 1523، قتل المتمردون الكثيرين، وفرضوا المعمودية الجماعية وحولوا بقية السكان المسلمين. في عام 1525، دعم الملك تشارلز هذا التحويل القسري، فأوجد موريسكيي بلنسية. كانت محنة موريسكيي بلنسية الأسوأ خلال الطرد بسبب عداء جيرانهم المسيحيين قبل زمن طويل.
كان هناك اتفاق شامل في إسبانيا على أن الإسلام يشكل تهديدًا ينبغي سحقه، دون أن تتضح علاقة ذلك بالموريسكيين، الذين كانوا مسيحيين رسميًا. أيد بعض رجال الدين مثل فراي لويس دي ألياغا، عضو المجلس الملكي، إعطاء الوقت للموريسكيين ليندمجوا ويتحولوا إلى مسيحيين بشكل تام. ودعمت الكنيسة الكاثوليكية في روما هذا الخيار بشكل خفيف. كان نبلاء بلنسية وأرغون أكبر المدافعين عن الموريسكيين، إذ كانت مصلحتهم الشخصية على المحك. استفاد هؤلاء النبلاء من القوى العاملة الفقيرة والرخيصة التي وفرها الموريسكيون.
عارضت هذا الرأي مجموعة متنوعة من الأعيان وفئات من الناس. وكان من بين رجال الدين المعارضين لألياغا خايمي بليدا، العضو الأبرز في محاكم التفتيش في بلنسية. قدم بليدا عدة مقترحات للملك فيليب الثالث لطرد الموريسكيين أو إنهاء مسألتهم؛ حتى أنه أوصى بالإبادة الجماعية. في البداية، كانت هذه المناشدات دون جدوى. في عام 1596، اتهم دوق ليرما، المدير المالي للملك فيليب الثالث، الموريسكيين بالتعاون مع القراصنة البربريين المسلمين، وهي تهمة كانت تطاردهم منذ سنوات. وفي حين تمسك كثيرون من السكان بذلك، رأى آخرون أن هذا التهديد انقضى منذ زمن طويل. وكتب مجلس أرغون، مُعارضًا أي تدابير عقابية، أنه حتى لو كان الموريسكيون راغبون في خيانة إسبانيا، فهم ليسوا في وضع يسمح لهم بذلك «لأنهم لا يملكون أسلحة أو إمدادات أو مواقع محصنة أو قاعدة للأسطول التركي». لم ينتج عن ذلك أي شيء حينها، وواصل دوق ليرما كراهيته للموريسكين.

## المرسوم والطرد
استطاع دوق ليرما في النهاية إقناع الملك فيليب الثالث، بمساعدة رئيس أساقفة فالنسيا خوان دي ريبيرا، الذي اعتبر الموريسكيين زنادقة وخونة. أضاف رئيس الأساقفة فكرة لجعل الخطة أكثر إقناعًا للملك: يمكن للملك مصادرة أصول وممتلكات السكان الموريين، وبالتالي توفير دفعة كبيرة وحيدة للخزائن الملكية. وشجع ريبيرا الملك على استعباد الموريسكيين للعمل في السفن والمناجم وفي الخارج لأنه يستطيع فعل ذلك «دون أي وازعٍ من ضمير»، ولكن هذا الاقتراح رُفض.